# Aristarchus (hố)

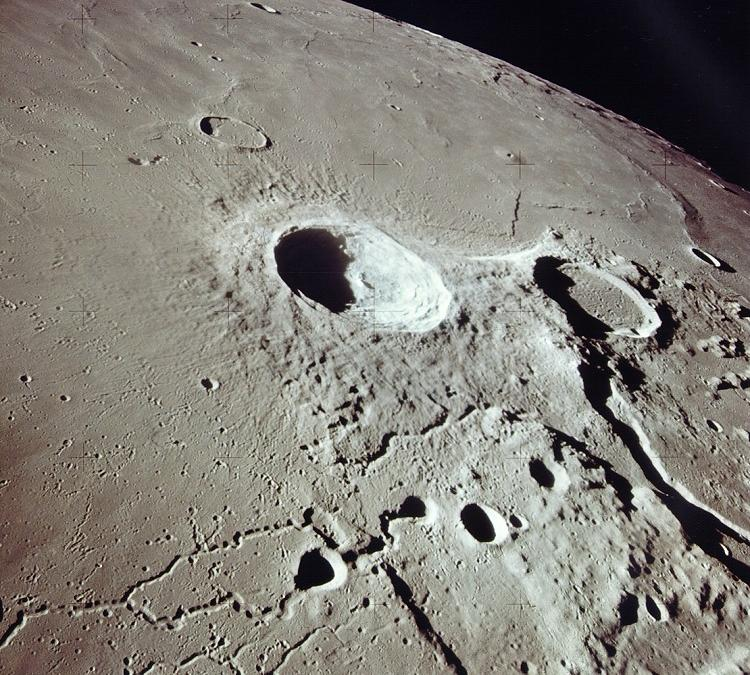
Hố Aristarchus (giữa) và hố Herodotus (phải) từ Apollo 15. hình của NASA.

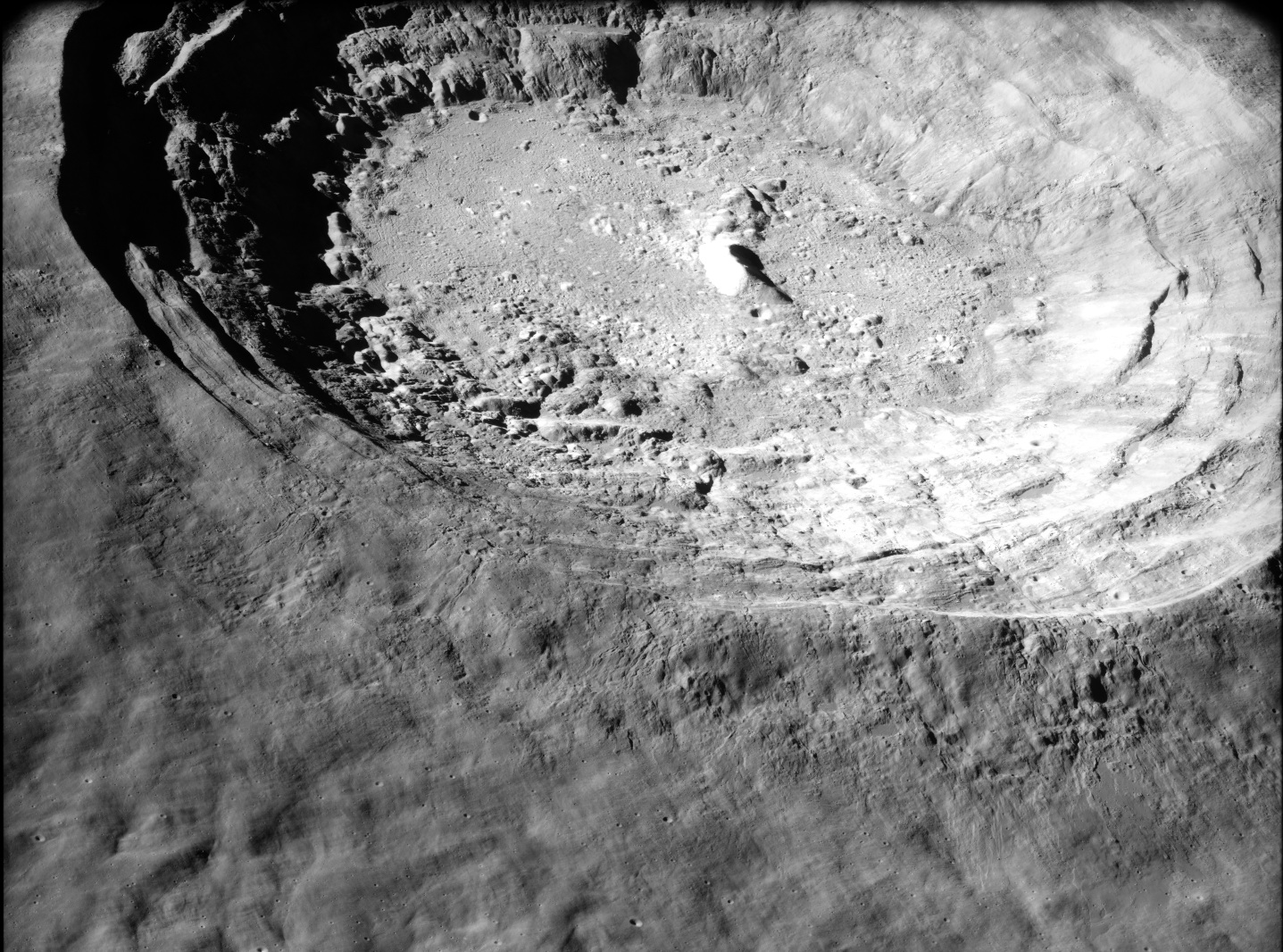
Hình nhìn gần từ Apollo 15. Hình của NASA.

Aristarchus, được đặt theo tên của nhà thiên văn học người Hy Lạp Aristarchos của Samos, nó là một hố Mặt Trăng (hố va chạm) nằm ở gần phía Tây Bắc của Mặt Trăng. Nó được cho là chỗ sáng nhất trên bề mặt Mặt Trăng, với suất phản chiếu gần gấp hai lần tính chất đó của Mặt Trăng. Hố sáng đến nỗi có thể nhìn thấy bằng mắt thường, và sáng hơn khi nhìn bằng kính thiên văn lớn. Hố càng dễ được nhận ra hơn khi một phần bề mặt Mặt Trăng bị ánh sáng Trái Đất bao phủ. Hố có độ sâu hơn khe núi Grand Canyon.
Hố nằm ở rìa đông nam của cao nguyên Aristarchus, một khu vực đất cao mang một số tính chất của núi lửa, như có các rãnh cong. Khu vực này được báo cáo là thường xuyên xảy ra hiện tượng thuấn biến Mặt Trăng, cũng như việc thải ra khí 
radon được đo bởi tàu Lunar Prospector.

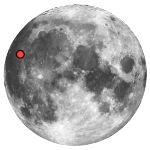
Vị trí của hố Aristarchus trên Mặt Trăng.

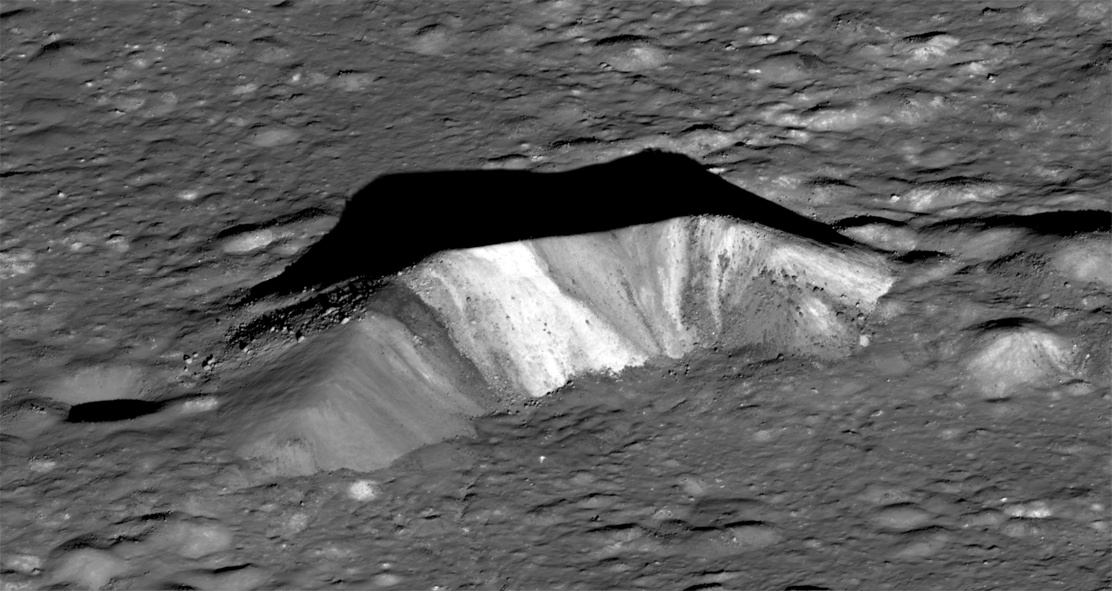
Hình từ LRO NAC của đỉnh giữa, với màu thể hiện sự đa dạng trong thành phần

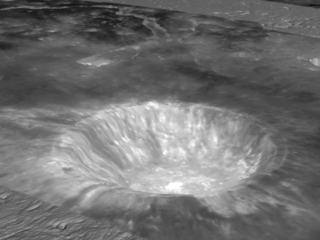
Hố Aristarchus được mô phỏng trong địa hình học. Hình của NASA.

## Hố vệ tinh

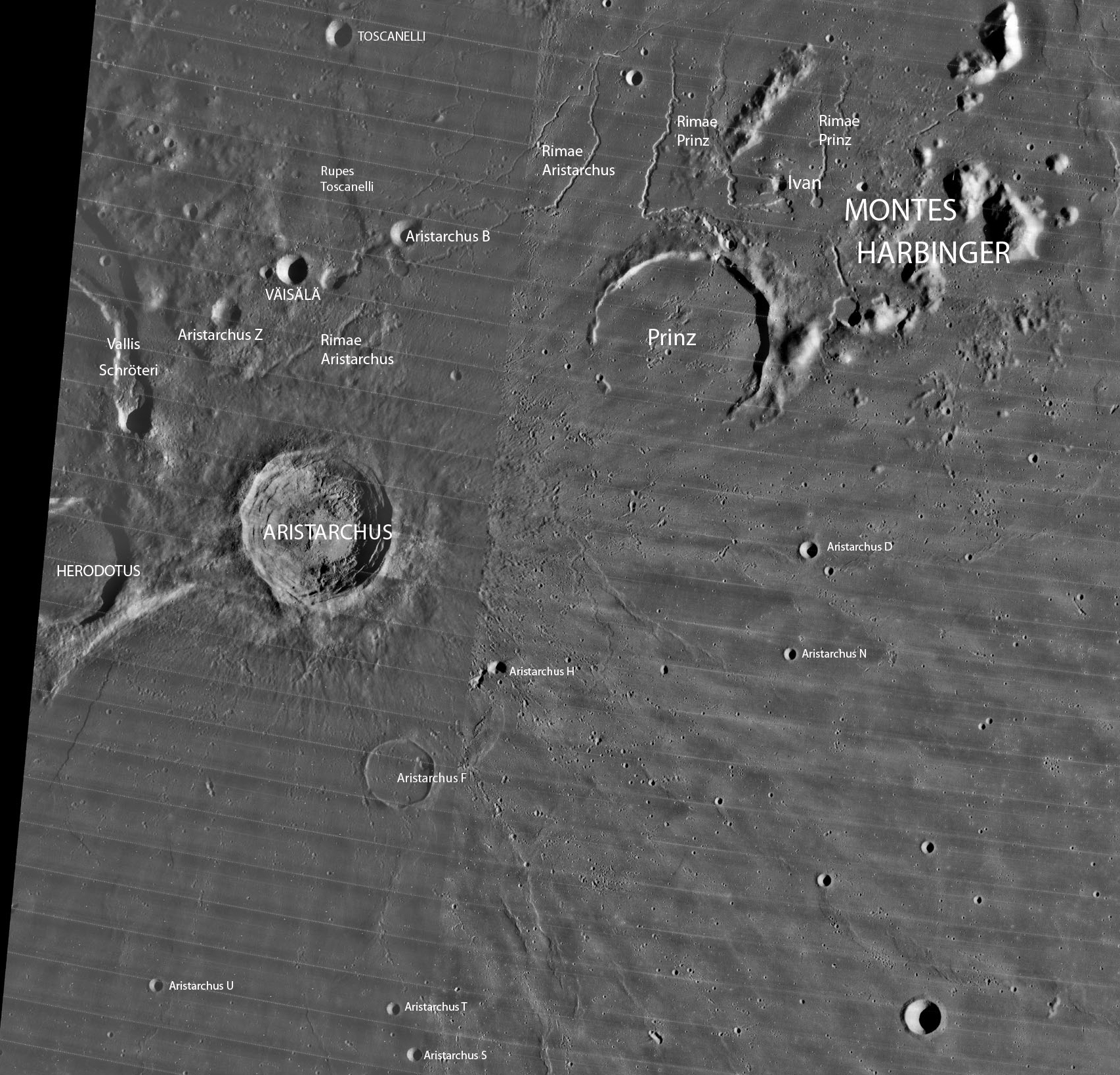
Aristarchus và các hố vệ tinh của nó.

Xung quanh Aristarchus là các hố nhỏ hơn, một số có thể là hố va chạm thứ hai. Hố va chạm thứ hai được tạo ra khi hố va chạm lớn phun ra các mảnh ở vận tốc lớn khi tiếp xúc bề mặt. Theo quy ước, những tính chất đó được xác định trên bản đồ bằng cách đặt từng chữ cái là tâm của các hố vệ tinh gần với hố lớn nhất.
| Aristarchus | Vĩ độ   | Kinh độ | Đường kính |
| ----------- | ------- | ------- | ---------- |
| B           | 26.3° B | 46.8° T | 7 km       |
| D           | 23.7° B | 42.9° T | 5 km       |
| F           | 21.7° B | 46.5° T | 18 km      |
| H           | 22.6° B | 45.7° T | 4 km       |
| N           | 22.8° B | 42.9° T | 3 km       |
| S           | 19.3° B | 46.2° T | 4 km       |
| T           | 19.6° B | 46.4° T | 4 km       |
| U           | 19.7° B | 48.6° T | 4 km       |
| Z           | 25.5° B | 48.4° T | 8 km       |

Những hố sau đây được đặt tên lại bởi Hiệp hội IAU.
- Aristarchus A — Xem Väisälä.
- Aristarchus C — Xem Toscanelli.

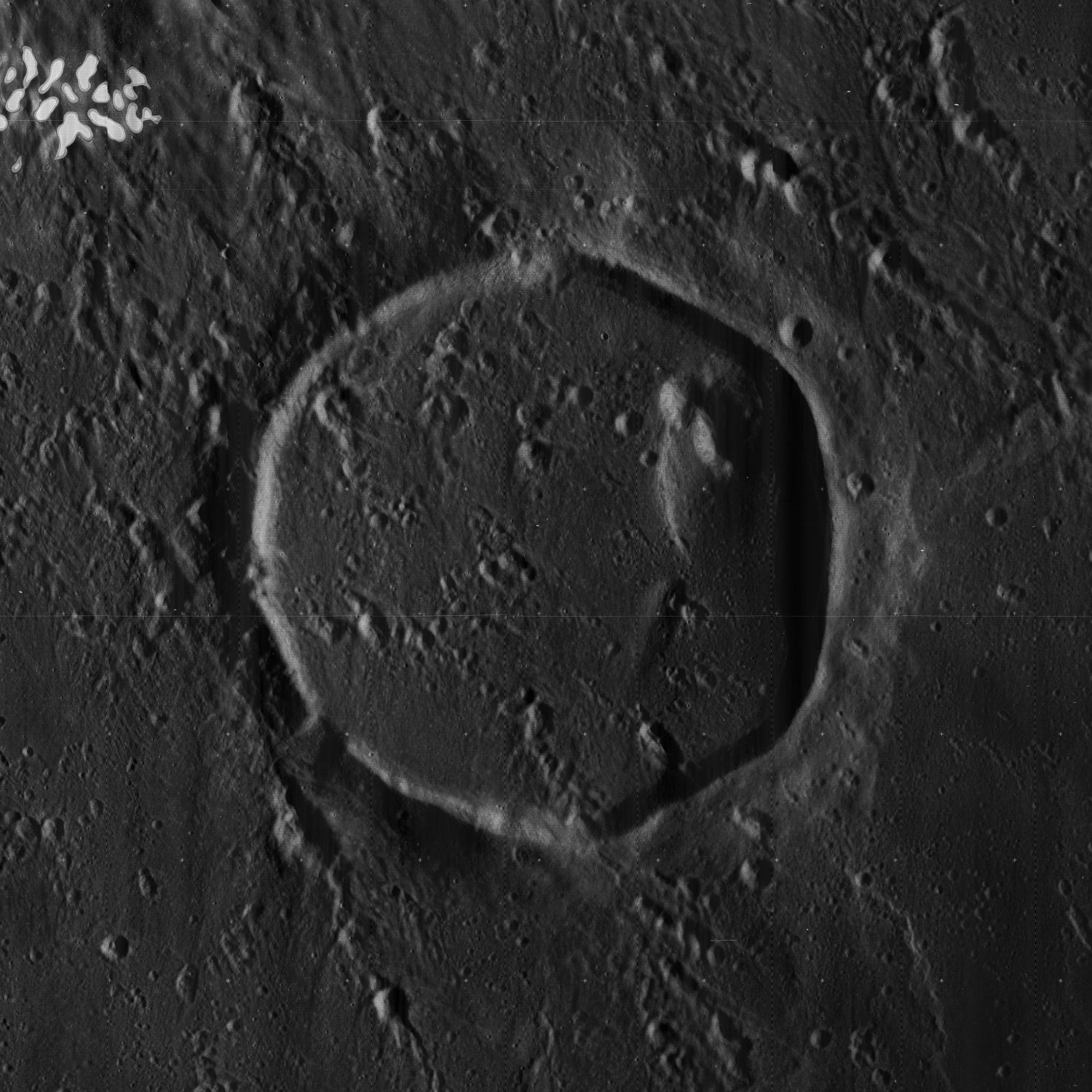
Aristarchus F (Hình từ Lunar Orbiter 5)